# Nicoya (zatoka)
Golfo de Nicoya – zatoka Oceanu Spokojnego w północno-zachodniej Kostaryce. Od pełnych wód oceanu oddziela je półwysep Nicoya. Za granicę wód zatoki uznaje się linię łączącą przylądki Cabo Blanco i Punta Judas.
Na wodach zatoki znajduje się kilkanaście wysp, z których największa to wyspa Chira (43 km²). Inne większe wyspy: Berrugate, Venado, Caballo, San Lucas. Na kilku mniejszych wyspach utworzono rezerwaty przyrody.
Najważniejszym miastem nad zatoką jest Puntarenas, główny port morski kraju. Z tego portu pływają również promy pasażerskie na półwysep Nicoya.